# Le Voyageur sans billet
Pour plus de détails, voir Fiche technique et Distribution.
Le Voyageur sans billet (John and Julie) est un film britannique réalisé par William Fairchild, sorti en 1955.
Le film suit deux jeunes enfants anglais qui fuguent dans le but d'assister au défilé qui suit le couronnement d'Élisabeth II.

## Synopsis
John et Julie sont deux jeunes enfants vivant dans le Dorset qui sont impatients de voir le couronnement de la future reine Elizabeth II malgré le fait que leurs parents respectifs n’ont pas l’intention d’y aller. Quand les deux sont laissés seuls, ils décident de s’enfuir à Londres pour voir l’oncle Ben de John, qui fait partie des Life Guards, pensant qu'il connaît la futur reine.
Ils volent un cheval et l’emmènent à la gare où ils achètent deux billets pour la capitale mais John est découragé lorsqu’il perd son billet mais Julie. Après cela, Julie rejoint un groupe de scouts dans leur bus affrété pour Londres mais John n’est pas autorisé à monter parce qu’il est un garçon. Il vole un vélo pour suivre le bus, en laissant une note d’excuses. Julie demande au bus de s’arrêter pour aller aux toilettes mais essaie en fait de donner à manger à John.
Finalement, à Londres, ils sont séparés dans l’immense foule. Julie est prise sous l’aile d’une fille de la rue bien habillée. Les deux enfants finissent par se retrouver à Trafalgar Square. En chemin, ils rencontrent différentes personnes excentriques, qui les aident à atteindre leur objectif et à voir le cortège de la reine. À la fin du film, tous les individus qui faisaient partie de l’histoire apparaissent dans la foule en regardant la reine se rendre à son couronnement.

## Fiche technique
- Titre original : John and Julie
- Titre français : Le Voyageur sans billet
- Réalisation : William Fairchild
- Scénario : William Fairchild
- Direction artistique : Ray Simm
- Costumes : Vi Murray
- Photographie : Arthur Grant
- Son : Len Page
- Montage : Bernard Gribble
- Musique : Philip Green
- Production exécutive : John Baxter
- Production : Herbert Mason
- Société de production : Beaconsfield Films, British Lion Films
- Société de distribution : British Lion Film Corporation
- Pays d'origine :  Royaume-Uni
- Langue originale : anglais
- Format : couleur (Eastmancolor) — 35 mm — 1,66:1 — son mono
- Genre : Comédie dramatique
- Durée : 82 minutes
- Dates de sortie : 
  - Royaume-Uni : 26 juillet 1955
  - France : 1957

## Distribution
- Colin Gibson : John
- Lesley Dudley : Julie
- Noelle Middleton : Miss Stokes
- Moira Lister : Dora
- Wilfrid Hyde-White : Sir James
- Sidney James : M. Pritchett
- Megs Jenkins : Mme Pritchett
- Joseph Tomelty : M. Davidson
- Constance Cummings : Mme Davidson
- Patric Doonan : Jim Webber
- Andrew Cruickshank : Oncle Ben
- Colin Gordon : M. Swayne
- Winifred Shotter : Mme Swayne
- Peter Sellers : Diamond, un agent de police

## Récompenses et distinctions

### Récompenses
- Mostra de Venise 1955 : Meilleur jeune réalisateur

### Nominations
- Mostra de Venise 1955 : Lion d'or